# Лозакер, Людвиг
Людвиг Лозакер (нем. Ludwig Losacker; 29 июля 1906, Мангейм — 23 июля 1994, Гейдельберг, Германия) — немецкий нацистский деятель и функционер, оберштурмбаннфюрер СС, вице-губернатор дистрикта Краков (с 24 февраля 1943 по 10 октября 1943, с конца мая 1943 — исполняющий обязанности губернатора дистрикта Краков).

## Биография
Сын фабриканта и коммерсанта. Образование получил в Гейдельбергском университете, где изучал экономику и политологию и получил степень доктора права в 1933 году.
Во время учёбы, сочувствовал нацистам и вступил в национал-социалистическую студенческую лигу. Принимал участие в преследованиях еврейских преподавателей. В начале декабря 1931 года — член НСДАП, в начале июня 1933 вступил в ряды СС. В 1942 получил звание оберштурмбанфюрера СС .
После окончания университета поступил на государственную службу, с июля 1934 — чиновник в штаб-квартире полиции в Баден-Бадене. В январе 1936 — референт Имперского министерства внутренних дел. В 1937 году проходил стажировку на IG Farben в Берлине.
С конца 1938 года — генеральный юрисконсульт в Wanderer Werke AG. С 1936 — работник службы безопасности (СД).
После начала Второй мировой войны Л. Лозакер с октября 1939 года — сотрудник Генерал-губернаторства Третьего рейха на территории оккупированной Польши, работал в аппарате дистрикта Краков, где с сентября 1939 по середину января 1941 года был начальником управления района (Крайсгауптманшафт) Ясло.
В середине января 1941 назначен начальником отдела в районе Люблина, затем переведен в дистрикт Галиция во Львов. В январе 1942 года недолго на посту губернатора возглавлял Галицкий дистрикт. В 1943 — руководитель внутренних дел генерал-губернаторства.
С 24 февраля 1943 по 10 октября 1943 — вице-губернатор дистрикта Краков. С конца мая 1943 — исполняющий обязанности губернатора дистрикта Краков.
Считался эффективным администратором, который сумел обуздать коррупцию в и уменьшить бюрократию в Кракове. Считается одной из ключевых фигур в убийстве тысяч евреев в районе дистрикте Галиция, занимался «переселением евреев» из районов Львова в рамках окончательного решения «еврейского вопроса».
Из-за конфликта между ним и одним из руководителей оккупационного режима в Польше, обергруппенфюрером СС Фридрихом-Вильгельмом Крюгерем в середине октября 1943 был смещен и переведен на дальнейшую службу в Ваффен-СС, где находился до конца войны. Участвуя в боях в Италии, был ранен.
В конце войны оказался в американском плену. Содержался в лагере для интернированных в Дахау. Польша неоднократно пыталась привлечь его к ответственности за участие в массовых убийствах и других преступлениях. Во время своего пребывания в плену написал две автобиографии, в которых, среди прочего, отрицал свою причастность к преследованию евреев, и пытался снять с себя ответственность за преступления СС и полиции.
После освобождения из плена в сентябре 1947 года, работал управляющим и главным исполнительным директором Ассоциации работодателей химической промышленности. Затем — в Федеральном суде.
С начала 1960 до своей отставки в 1971 году был директором Немецкого индустриального института в Кельне. С 1963 по 1964 читал лекции по политологии в университете Мюнхена.